# 铁骑山站
铁骑山站（韓語：철기산역）是朝鮮民主主義人民共和國平安南道德川市的一個鐵路車站，属于西仓线、檜屯線和亨鳳線。

## 邻近车站
西仓线
西德川站 - 铁骑山站 - 西仓站
檜屯線
铁骑山站 - 檜屯站
亨鳳線
铁骑山站 - 亨鳳站